# Víctor Valdés
Víctor Valdés (* 14. ledna 1982, L'Hospitalet), je bývalý španělský fotbalový brankář a reprezentant, profesionální hráčskou kariéru ukončil v srpnu 2017, jeho posledním angažmá byl anglický klub Middlesbrough FC. Patří mezi nejúspěšnější brankáře FC Barcelona. Pětkrát vyhrál Zamorovu trofej pro nejlepšího brankáře La Ligy. Mimo Španělsko působil na klubové úrovni v Belgii a Anglii.

## Klubová kariéra
Byl považován ve španělské La Lize za hodnotného nástupce Andoni Zubizarrety. Obdivuje Olivera Kahna.
První velká příležitost pro něj přišla v sezoně 2002/03. Trenér FC Barcelona se rozhodl že by měl z dorostenců přestoupit do prvního týmu. Nejprve měl být jen náhradníkem za Roberta Bonana, ale nakonec se z něho stala regulérní brankářská jednička Barcelony.
V roce 2010 dokázal obhájit titul s Barcelonou a Vicente del Bosque ho nominoval na Mistrovství světa ve fotbale 2010. Sezóna 2012/13 také skončila úspěšně, po vyřazení v semifinále Ligy mistrů UEFA Bayernem Mnichov získal Valdés se svými spoluhráči titul ve španělské lize.
V lednu 2015 podepsal 18měsíční smlouvu s anglickým týmem Manchester United. Po hostování v belgickém Standardu Lutych se vrátil do Premier League, když se v červenci 2016 upsal klubu Middlesbrough FC. V srpnu 2017 ukončil profesionální hráčskou kariéru.

## Reprezentační kariéra
20. května 2010 se Valdés objevil v 23členné nominaci na Mistrovství Světa v Jihoafrické republice jako třetí brankář s číslem 12 za Ikerem Casillasem a Pepem Reinou.
3.6.2010 Valdés debutoval v přátelském utkání mezi Španělskem a Jižní Koreou v Innsbrucku, Rakousko. Bylo to přesně 10 let po reprezentačním debutu jeho kolegy Casillase. V červenci 2010 vyhrál Mistrovství Světa. Svou druhou reprezentační účast si připsal v zápase proti Mexiku, když ve druhé půli vystřídal Casillase.

## Osobní život
Valdés má dlouhodobý vztah se Yolandou Cardonou. 20. srpna 2009 se jim narodil první syn Dylan Valdés Cardona. Dne 16. listopadu 2012 se pak dočkali i syna druhého, který se jmenuje Kai Valdés Cardona.

## Klubové statistiky
aktualizováno: 6. červen 2013
| Klub             | Sezóna           | Liga   | Liga | Pohár  | Pohár | Evropa | Evropa | Ostatní | Ostatní | Celkem | Celkem |
| Klub             | Sezóna           | Starty | Góly | Starty | Góly  | Starty | Góly   | Starty  | Góly    | Starty | Góly   |
| ---------------- | ---------------- | ------ | ---- | ------ | ----- | ------ | ------ | ------- | ------- | ------ | ------ |
| Barcelona B      | 2000–01          | 14     | —    | —      | —     | —      | —      | —       | —       | 14     | —      |
| Barcelona B      | 2001–02          | 43     | —    | —      | —     | —      | —      | —       | —       | 43     | —      |
| Barcelona B      | 2002–03          | 20     | —    | —      | —     | —      | —      | —       | —       | 20     | —      |
| Barcelona B      | Celkem           | 77     | —    | —      | —     | —      | —      | —       | —       | 77     | —      |
| Barcelona        | 2002–03          | 14     | 0    | 0      | 0     | 6      | 0      | —       | —       | 20     | 0      |
| Barcelona        | 2003–04          | 33     | 0    | 6      | 0     | 5      | 0      | —       | —       | 44     | 0      |
| Barcelona        | 2004–05          | 35     | 0    | 0      | 0     | 8      | 0      | —       | —       | 43     | 0      |
| Barcelona        | 2005–06          | 35     | 0    | 0      | 0     | 12     | 0      | 2       | 0       | 49     | 0      |
| Barcelona        | 2006–07          | 38     | 0    | 0      | 0     | 8      | 0      | 4       | 0       | 50     | 0      |
| Barcelona        | 2007–08          | 35     | 0    | 6      | 0     | 11     | 0      | —       | —       | 52     | 0      |
| Barcelona        | 2008–09          | 35     | 0    | 0      | 0     | 14     | 0      | —       | —       | 49     | 0      |
| Barcelona        | 2009–10          | 38     | 0    | 0      | 0     | 12     | 0      | 5       | 0       | 55     | 0      |
| Barcelona        | 2010–11          | 32     | 0    | 0      | 0     | 11     | 0      | 1       | 0       | 44     | 0      |
| Barcelona        | 2011–12          | 35     | 0    | 0      | 0     | 11     | 0      | 5       | 0       | 51     | 0      |
| Barcelona        | 2012–13          | 31     | 0    | 0      | 0     | 11     | 0      | 2       | 0       | 44     | 0      |
| Barcelona        | Celkem           | 361    | 0    | 12     | 0     | 109    | 0      | 19      | 0       | 501    | 0      |
| Celkem v kariéře | Celkem v kariéře | 438    | 0    | 12     | 0     | 109    | 0      | 19      | 0       | 578    | 0      |

## Úspěchy

### Klubové
FC Barcelona
- La Liga (6): 2004/05, 2005/06, 2008/09, 2009/10, 2010/11, 2012/13
- Copa del Rey (1): 2008/09
- Španělský superpohár (5): 2005, 2006, 2009, 2010, 2011
- Liga mistrů UEFA (3): 2005/06, 2008/09, 2010/11
- Superpohár UEFA (2): 2009, 2011
- Mistrovství světa ve fotbale klubů (2): 2009, 2011

### Reprezentační
Španělsko
- Mistrovství světa ve fotbale: 2010
- Mistrovství Evropy ve fotbale: 2012

### Individuální
- Zamorova Trofej: 2004/05, 2008/09, 2009/10, 2010/11, 2011/12
- Nejlepší jedenáctka podle ESM – 2010/11[5]
- LFP Awards: La Liga-Brankář roku: 2010/11